# Autopista Sterling
La Autopista Sterling y conocida en inglés como Sterling Highway es una carretera estatal ubicada a 368 millas (562 km) al oeste de Valdez en el estado de Alaska. La autopista inicia en el Oeste en la Autopista Marina de Alaska en Homer hacia el Este en la Autopista Seward. La autopista tiene una longitud de 229 km (142 mi). La Autopista Sterling también forma parte de la Ruta de Alaska 1.

## Mantenimiento
Al igual que las carreteras estatales, las carreteras federales, la Autopista Sterling es administrada y mantenida por el Departamento de Transporte y Servicios Públicos de Alaska por sus siglas en inglés DOT&PF.

## Localidades principales
La Autopista Sterling es atravesada por las siguientes localidades.
- Tern Lake Junction (Autopista Seward),  milla 37 (km 60)
- Cooper Landing,  milla 48 (km 78)
- Russian River,  milla 52 (km 85)
- Sterling,  milla 81 (km 130)
- Soldotna,  milla 94 (km 152)
- Kenai and Nikiski, vía el ramal de la Autopista Kenai,  milla 94 (km 152)
- Kasilof,  milla 109 (km 175)
- Tustumena Lake,  milla 111 (km 179)
- Clam Gulch,  milla 118 (km 190)
- Ninilchik,  milla 136 (km 218)
- Anchor Point,  milla 156 (km 252)
- Homer,  milla 173 (km 278)